# Arménské království v Kilíkii
Arménské království v Kilíkii (arménsky Կիլիկիոյ Հայկական Թագաւորութիւն, Kilikioj Hajkakan Thagauruthjun), zkráceně Kilíkijská Arménie nebo zeměpisně Malá Arménie (nezaměňovat s Malou Arménií u Černého moře), byl vrcholně středověký státní útvar v historické zemi Kilíkii, na pomezí dnešního jižního Turecka, severozápadní Sýrie a při březích severovýchodní části Středozemního moře.
Hlavním městem Kilikijského království byl Sis, dnešní turecké město Kozan. Během křížových výprav byli Arméni blízkými spojenci evropských křižáků a sami se nazývali baštou křesťanství na východě. Za vlády francouzské dynastie Lusignanů se Arméni, nedávno ještě pod nadvládou Byzance, přiblížili evropským královstvím na Západě díky vazbám ke křižáckým státům Outremeru. Nezávislým státem byla Kilíkijská Arménie přibližně v letech 1078 až 1375. Kilíkie od doby, co byli Arméni pod cizí nadvládou, sloužila jako centrum arménské kultury a nacionalismu.
Arménské království v Kilíkii ovládalo velká města a hrady, například přístav Korikos, Partzerpert, Vlaha (dnešní Feke), Hromgla, Tarsos, Anazarbe, Til Hamdoun, Mamistra (dnešní Misis), Adana a přístav Ayas (Aias).

## Historie

### Rubenidé a Hethumovci

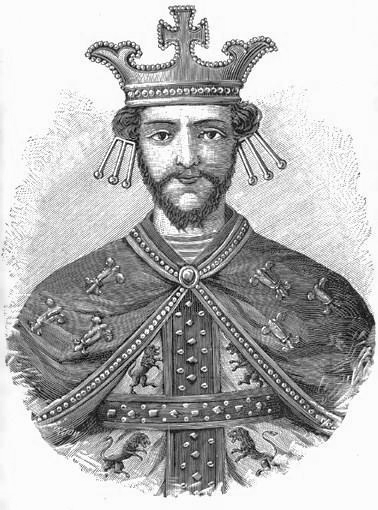
První arménský král v Kilíkii Lev I. (1198–1219)

Roku 1198 si Lev II. zabezpečil svou korunu a stal se prvním arménským králem v Kilíkii (jako Lev I.). Koruna poté přešla prostřednictvím druhého manželství Lvovy dcery Isabely na jeho rivaly z rodu Hethumovců. V té době Blízkého východu dosáhli Mongolové, kteří dobyli Velkou Arménii, Mezopotámii, Sýrii a postupovali na Egypt. Mongolské dobytí bylo pro Armény, kteří stále žili ve Velké Arménii na Kavkazu, katastrofou; tento osud se však Kilíkii vyhnul, protože se Mongolové nikdy nepokusili si ji podrobit. Ba naopak, hethumovští králové navázali s mongolským Íl-chanátem přátelské vztahy, čímž si Arméni zajistili z vnějšku bezpečnost. Hethumovští panovníci se dokonce pokusili Mongoly obrátit na křesťanství, avšak marně.

### Lusignanové a úpadek království

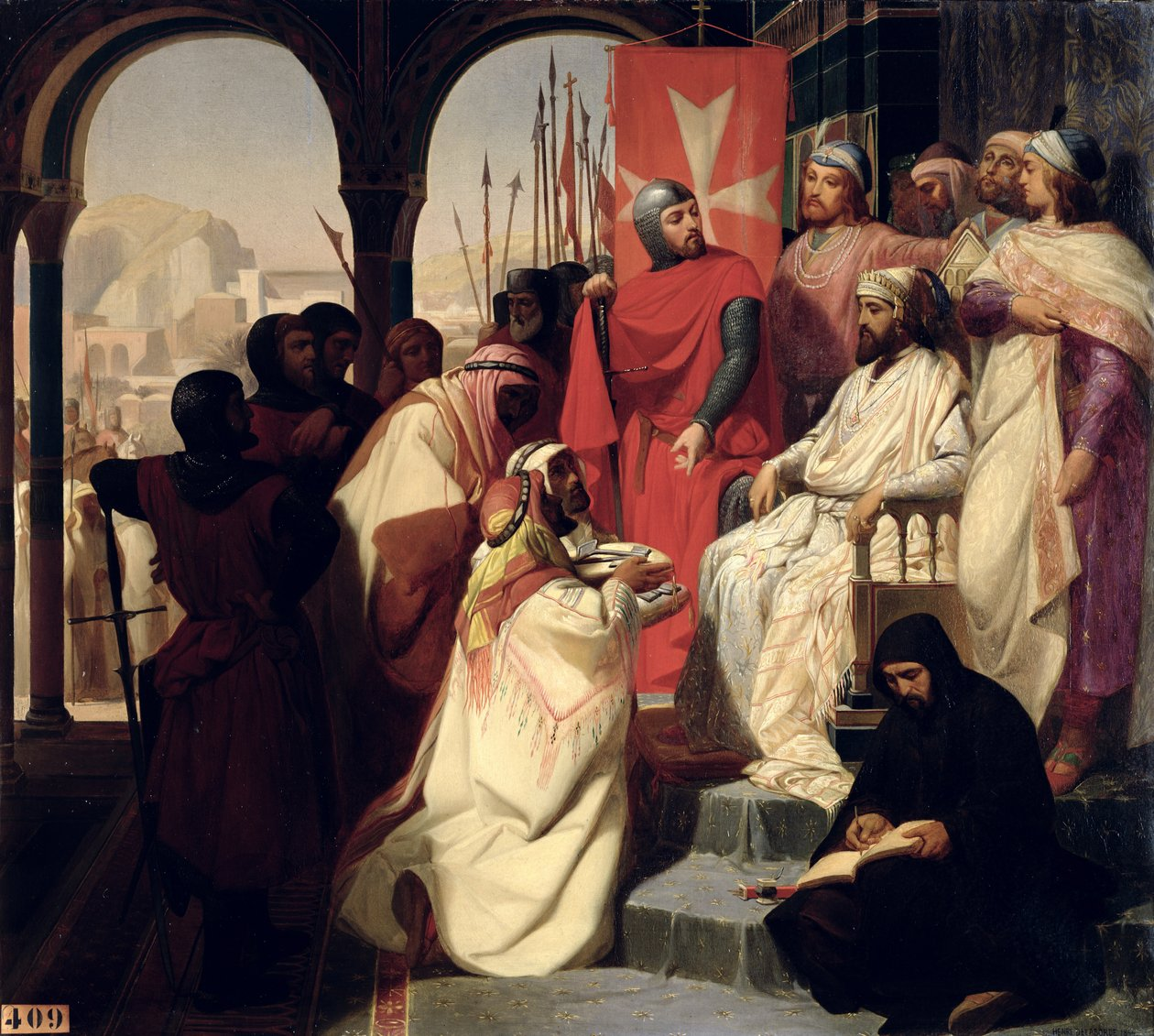
Rytíři sv. Jana obnovují k roku 1347 náboženství v Arménii. Romantická malba francouzského malíře Henriho Delabordea z roku 1844 zobrazuje krále Konstantina III. (V.), vítěze nad egyptským Mamlúckým sultanátem

Hethumovci vládli v Kilíkii až do zavraždění krále Lva V. roku 1341. Poté byl králem zvolen Lvův bratranec Guy de Lusignan, který vládl jako Konstantin II. Arménský. Dynastie Lusignanů byla francouzského původu, avšak v oblasti měla silnou oporu v Kyperském království, které založil jeruzalémský král, jmenovec nového arménského krále, Guy de Lusignan. Mezi Lusignany na Kypru a Armény byly vždy úzké vztahy. Nicméně když se proevropští Lusignanové chopili moci, pokusili se v Arménii prosadit katolictví a zemi celkově přiblížit západní Evropě. Místní arménští šlechtici změny povětšinou akceptovali, avšak rolnictvo se postavilo proti změnám. Situace nakonec vedla k povstání.

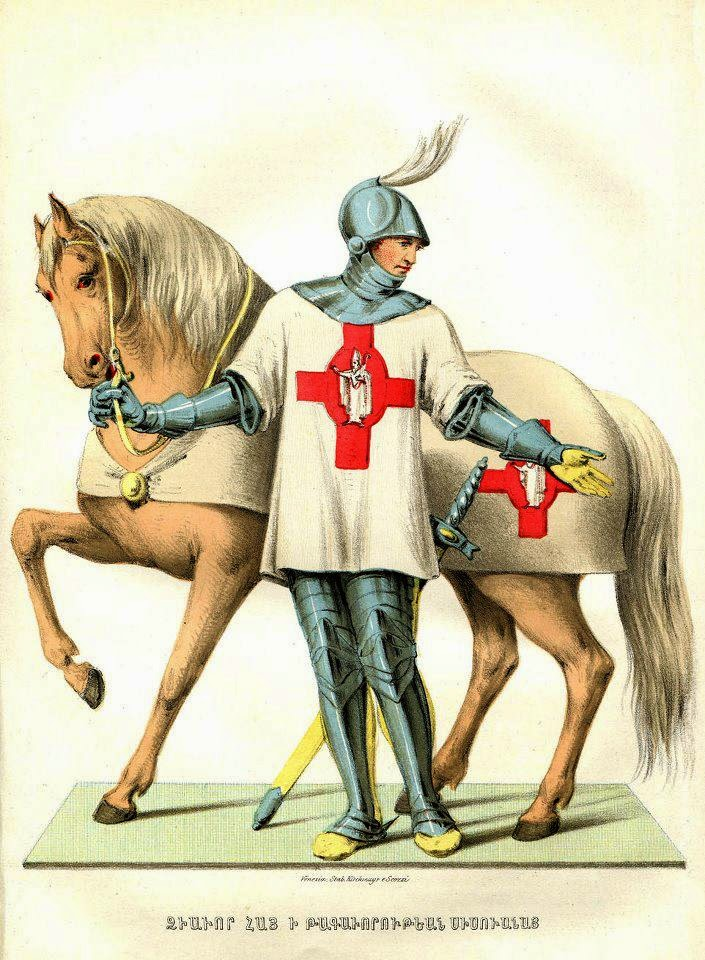
Arménský rytíř (arménský šlechtic následující západní vzor)

Na jaře 1347 bylo království napadeno egyptskými mamlúky, ovšem král Konstantin III. (V.) se dokázal, také s pomocí kyperského loďstva a johanitských rytířů, nakonec ubránit a do roku 1349 osvobodit obsazená města i vůbec východ státu (tzv. rovinatou Kilíkii) až po břehy Alexandrettského zálivu. Mamlúcká vojska se však v roce 1359 opět vrátila a tentokrát již byla úspěšnější: celá východní Kilíkie padla do muslimských rukou, takže Arménské království bylo odkázáno na přežívání v západní hornaté a málo úrodné části země (tzv. drsné Kilíkii). Z trvalé defenzivy už se arménskému státu nepodařilo vymanit.
Pád hlavního města Sisu v dubnu 1375 do rukou muslimů přispěl k definitivnímu konci království. Poslední král Lev VI. zemřel roku 1393 v exilu v Paříži poté, co opakovaně marně žádal o vypravení další křížové výpravy. Titul arménského krále si nakonec přisvojil Lvův bratranec, kyperský král Jakub I., který tak titul spojil již se svými tituly krále Kypru a Jeruzaléma. Poslední nezávislá arménská entita tak byla po třech stovkách let suverenity a rozkvětu zničena.
S poukazem na to F. Nansen napsal:
| „ | Když lidé, kteří mají zkušenost se zlým osudem, vybudují vzkvétající stát v cizí zemi, obklíčeni nepřáteli ze všech stran a pokračují ve své existenci další tři staletí, není to než podpis mimořádné síly uvnitř těchto lidí. | “ |

## Rozšíření arménské populace vKilíkii

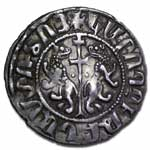
Arménská mince z let 1080–1375

Ačkoliv Mamlúci převzali nad Kilíkii kontrolu, nebyli s to ji udržet napořád. Turecké kmeny, které vedl válečník Tamerlán, si prorazily cestu Kilíkií a utvrdily se zde. Ve výsledku na třicet tisíc Arménů opustilo kilikijskou pevninu a usadilo se na Kypru, kde žili pod francouzskou a poté benátskou vládou až do roku 1489.
Arméni, kteří zůstali v Kilíkii zde přetrvali jako národnostní a náboženská menšina v rámci Osmanské říše až do Arménské genocidy roku 1915. Jejich potomci jsou nyní rozptýleni v arménské diaspoře a Svaté arménské diecézi v Anteliasu v dnešním Libanonu.

## Symbolika

znaky království, resp. dynastií:
znak prvního krále Lva I.
Rubenidé (1198–1252)
Hethumovci (1226–1341)
Poitiers-Lusignanové (1342–1375)
Dle erbovníku Armorial de Gelre (14. století)

vlajky království nebo dynastií:
Rubenidé (1198–1219)
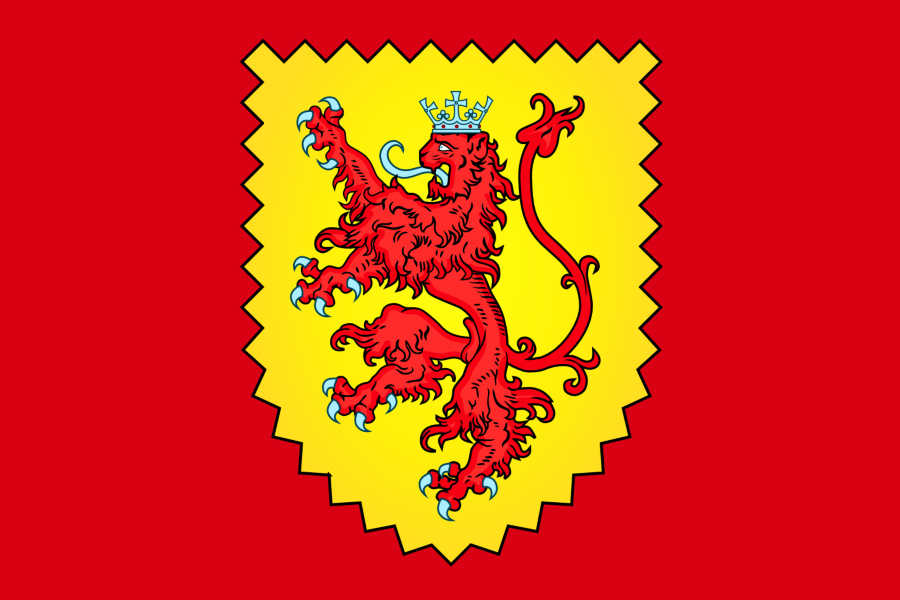
Hethumovci (1219–1341)
Poitiers-Lusignanové (1341–1375), králové Kypru, Jeruzaléma a Arménie
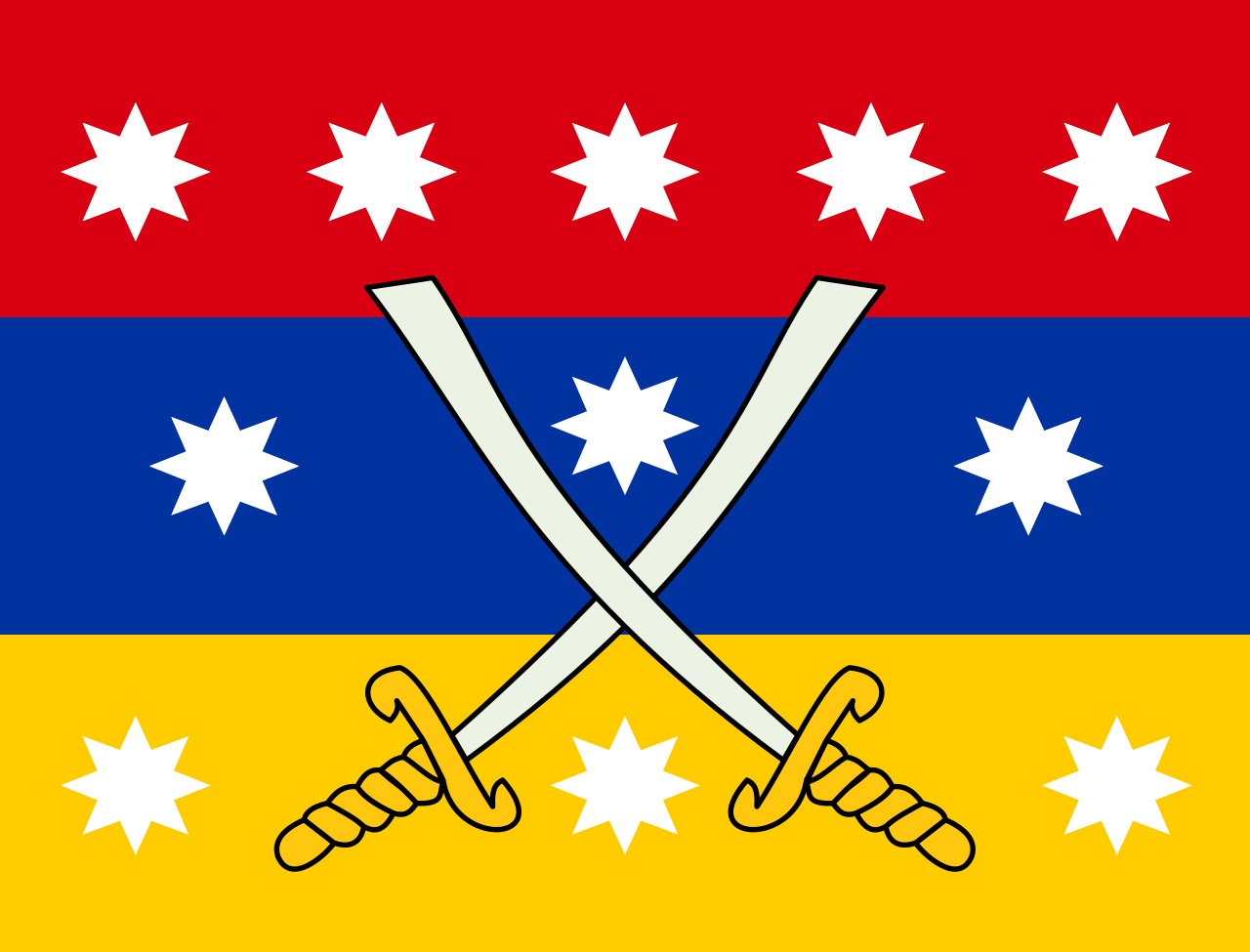
Poitiers-Lusignanové vládnoucí Arménii
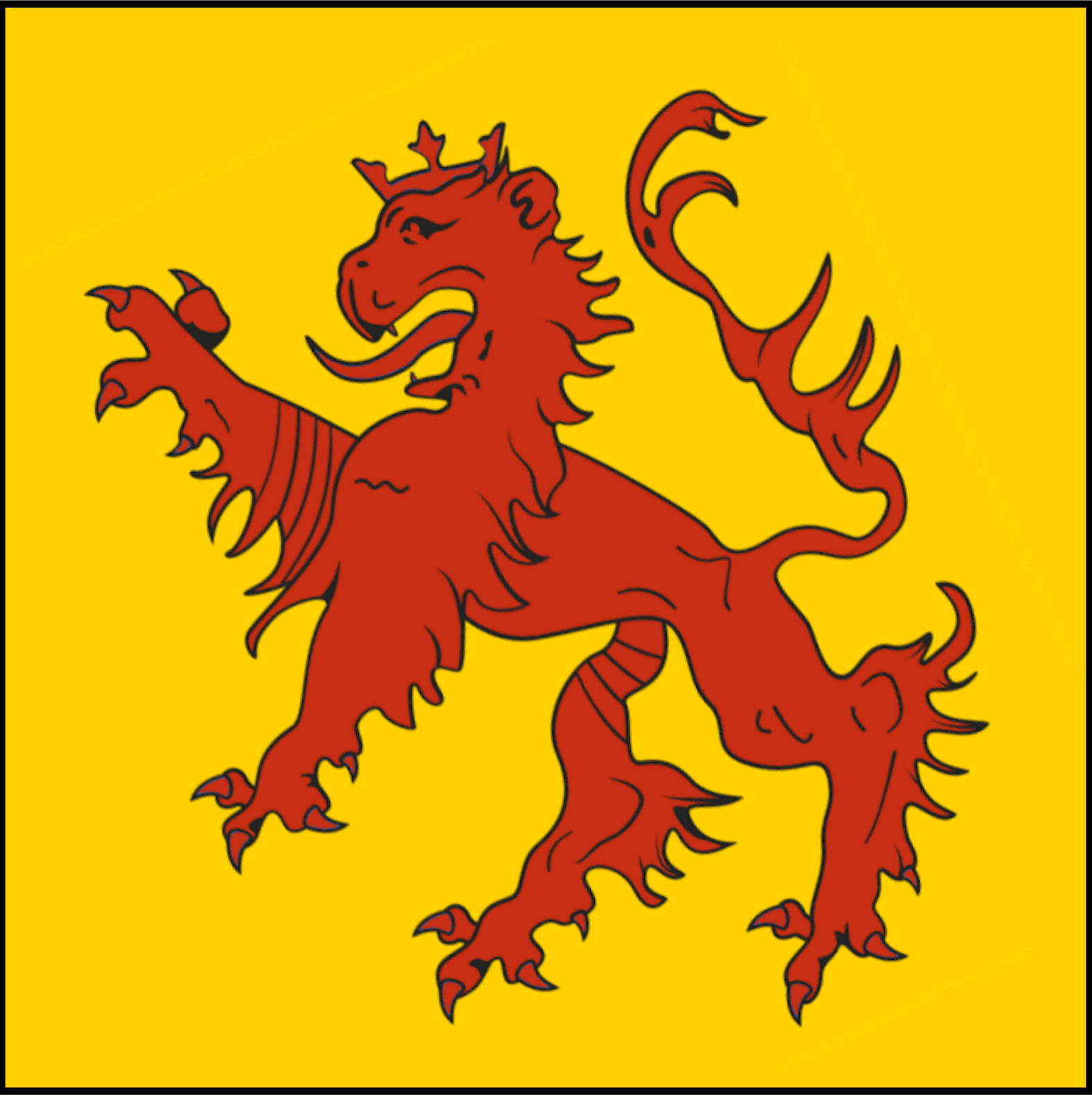
vlajka Kilíkie na Katalánském atlasu (1375)
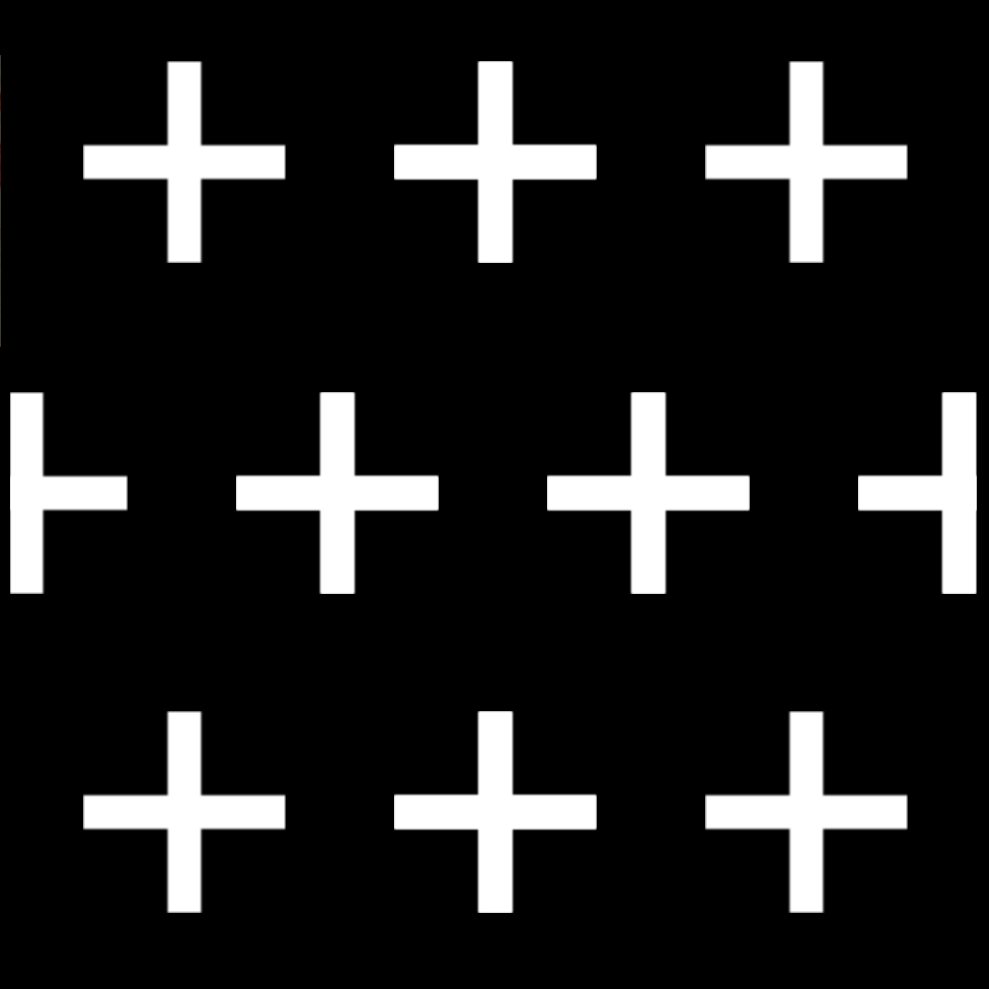
na Katalánském atlasu (1375)